# Biorthogonalität
Biorthogonalität ist eine Abwandlung der bekannten Orthogonalität. Man spricht von biorthogonalen Matrizen {\displaystyle Q_{k}\in \mathbb {C} ^{n,k}} und {\displaystyle {\hat {Q}}_{k}\in \mathbb {C} ^{n,k}}, wenn die Spaltenvektoren aufeinander senkrecht stehen, {\displaystyle {\hat {Q}}_{k}^{H}Q_{k}=D_{k}}, wobei {\displaystyle D_{k}} eine Diagonalmatrix bezeichnet.
Die Matrizen sind biorthonormal, wenn die Diagonalmatrix die Identität ist, also wenn {\displaystyle {\hat {Q}}_{k}^{H}Q_{k}=I_{k}}. Die Definitionen für Orthogonalität und Orthonormalität erhält man, indem man {\displaystyle {\hat {Q}}_{k}=Q_{k}} wählt.
Biorthogonalität tritt im Kontext vom unsymmetrischen Lanczos-Verfahren und beim zweiseitigen Gram-Schmidt auf.